# Bjørnetæmmeren
Bjørnetæmmeren è un film del 1912, diretto da Alfred Lind, realizzato nell'onda del successo del suo precedente film, Den flyvende Cirkus, sempre del 1912, e ne è una sorta di continuazione.

## Trama
Un uomo, e il suo orso ammaestrato, vengono assunti da una compagnia itinerante di circo. L'uomo e l'incantatrice di serpenti del circo, Ula-Hiri, fanno conoscenza e, in un tempo record, dopo una settimana, sono già sposati. Un amico, maestro di ballo, va a visitarli nei carrozzoni, e, notando il talento di danzatrice di Ula-Hiri, le propone un ingaggio in un teatro di varietà cittadino, e la prima rappresentazione ha luogo qualche mese dopo.
Il numero principale del varietà è la sensuale "danza indiana del serpente", che Ula-Hiri esegue indossando come boa un boa (constrictor): è un successone. Un ricco viveur di mezz'età, habitué delle quinte del teatro, che usa intrattenersi con ogni dipendente dell'istituzione di spettacolo, purché porti la gonnella, alla fine della rappresentazione ci prova anche con Ula-Hiri.
E ci riesce: la conduce nel proprio palazzo e ordina alla servitù di servire un sontuoso banchetto. Il domatore di orsi, ingelosito, li segue, e, spiando dalla finestra vede la moglie e l'uomo amoreggiare (una settimana era forse veramente troppo poco). La vendetta è semplice: egli va a prendere l'orso e torna, entrando con esso nel palazzo.
Dopo aver terrorizzato il viveur – che tenta di disfarsi dell'impaccio offrendo del denaro al domatore, che tuttavia lo rifiuta - il simpatico animale coglie l'occasione per ripulire dalla tavola apparecchiata gli avanzi del banchetto, prima di tornare a casa col suo padrone e la moglie. Ula-Hiri si mostra dispiaciuta per l'accaduto e si riunisce in concordia al marito.

## Produzione
Le pellicole esistenti hanno lunghezze fra i 920 e i 1103 metri.

## Distribuzione
Il film è uscito nelle sale cinematografiche danesi l'8 maggio del 1912, presso il Victoria-Teatret di Copenaghen. Altre date di uscita note sono quella svedese (18 maggio 1912), tedesca (15 giugno 1912) e finlandese (11 febbraio 1913).
Bjørnetæmmeren è uscito in DVD nel 2003 a cura di Det Danske Filminstitut, con didascalie danesi e sottotitoli inglesi, e dotato di un accompagnamento musicale di Neil Brand.

## Curiosità
Il ruolo del domatore di orsi era stato assegnato a Rasmus Ottesen, già presente in Den flyvende Cirkus, ma è stato dovuto essere sostituito perché ferito dall'orso.